# Acrocercops stalagmitis
Acrocercops stalagmitis är en fjärilsart som beskrevs av Edward Meyrick 1915. Acrocercops stalagmitis ingår i släktet Acrocercops och familjen styltmalar.
Artens utbredningsområde är Guyana. Inga underarter finns listade i Catalogue of Life.